# Oxacis geniculata
Oxacis geniculata là một loài bọ cánh cứng trong họ Oedemeridae. Loài này được Chevrolat miêu tả khoa học năm 1877.